# Dealul Bălănești
Dealul Bălănești (cunoscut și cu denumirea de Piscul lui Miron) este cel mai înalt punct de pe teritoriul Republicii Moldova, având altitudinea de 430 m (429,5 metri, potrivit altor surse).
Dealul Bălănești este situat în partea central-vestică a Republicii Moldova, la aprox. 30 de km de granița cu România, și la aproximativ 60 km vest de capitala Republicii Moldova, Chișinău. A fost numit după satul omonim din raionul Nisporeni, fiind situat la sud-vest de această localitate. Orașul cel mai mare din apropiere este Călărași, situat la 5 km est.
În prezent, în vârful dealului sunt instalate antene de telefonie mobilă.

## Poziție fizico-geografica
Dealul Bălănești se află în Podișul Moldovei Centrale (Podișul Codrilor). Din punct de vedere al regionării fizico-geografice a Republicii Moldova, dealul Bălănești este amplasat în subregiunea Podișul Bâcului de Vest, a regiunii silvice a Podișului Bâcului.

## Galerie de imagini

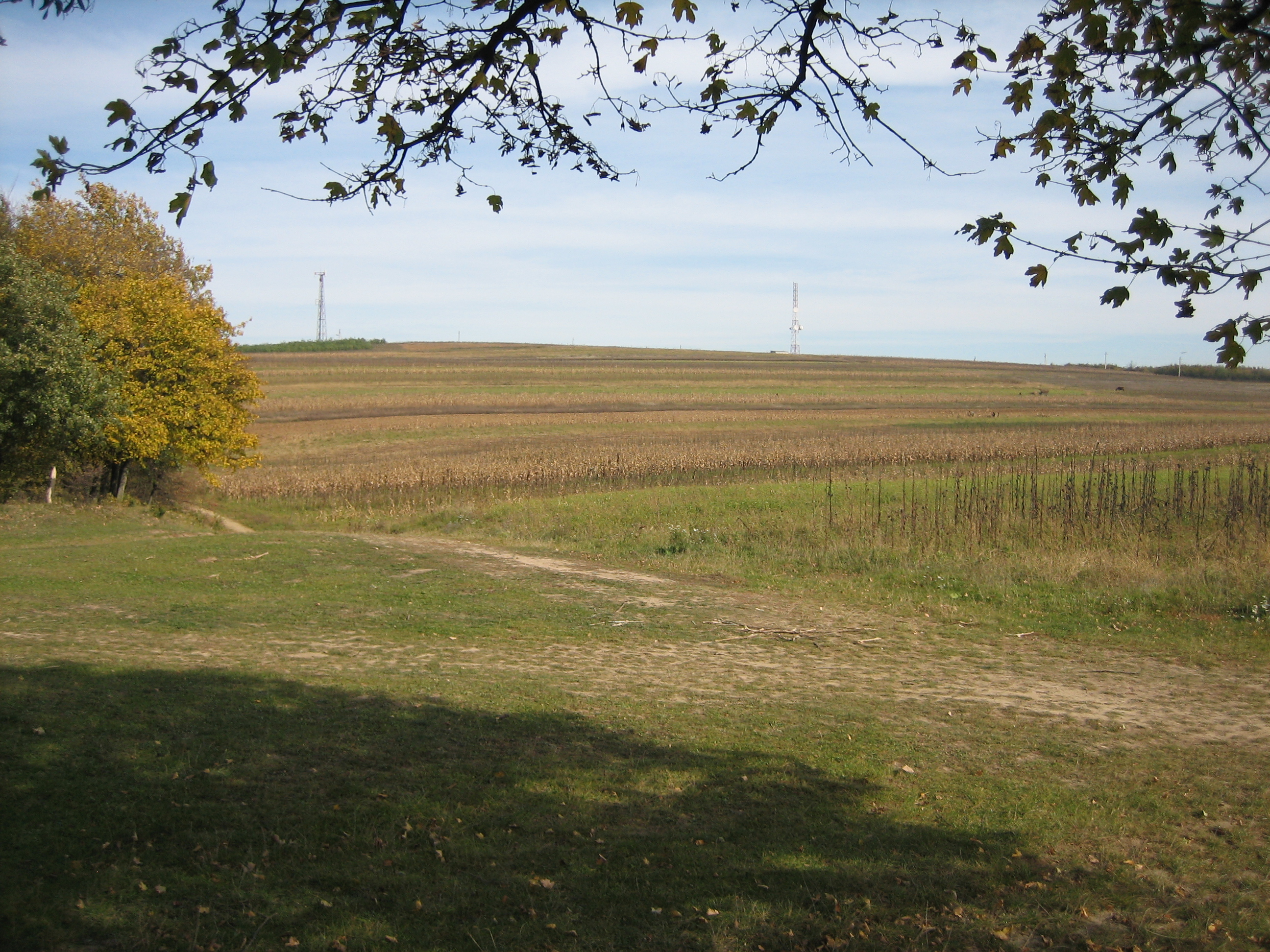
Privire spre vârful dealului.
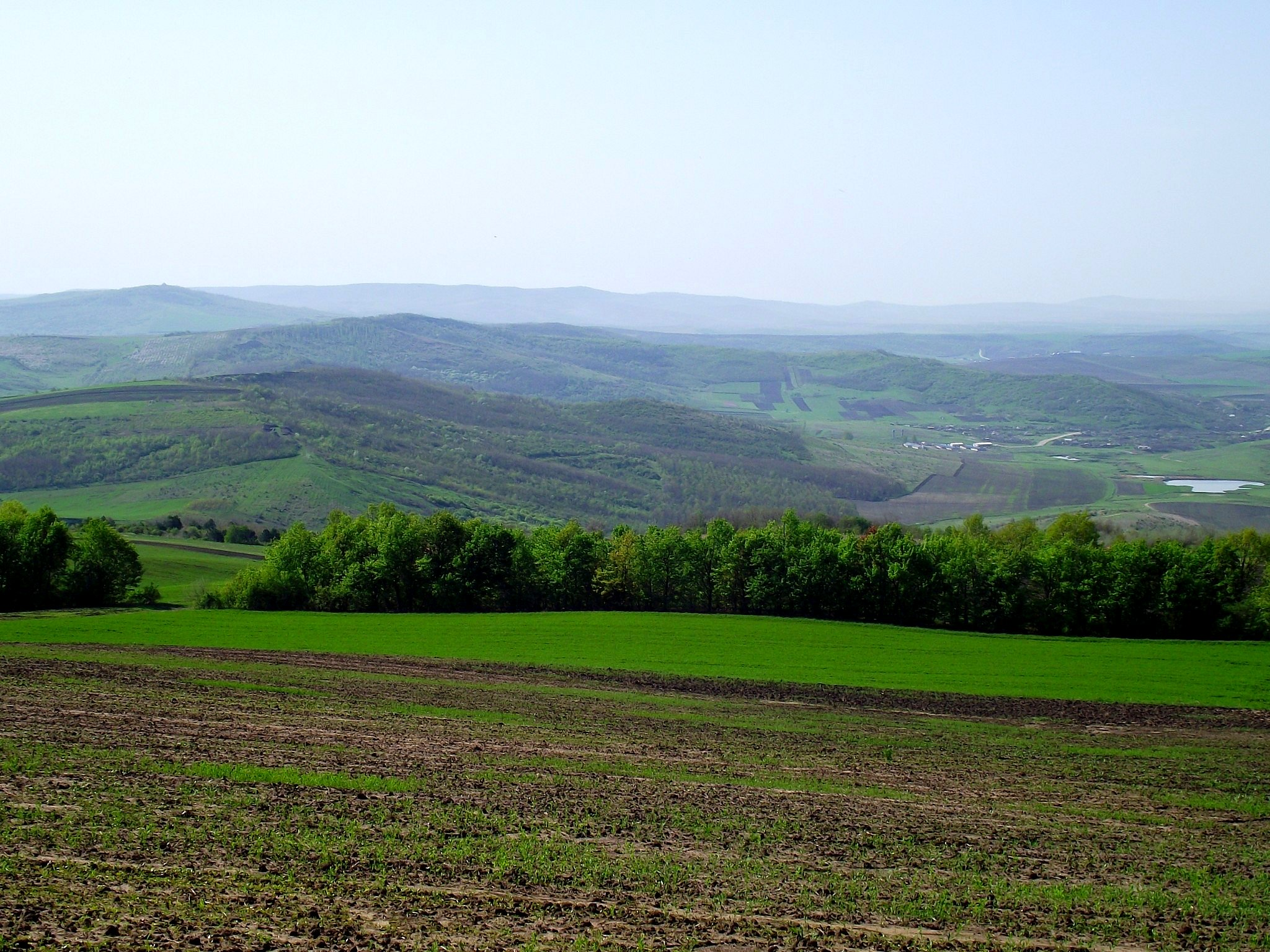
Dealul Bălănești văzut de la distanța de 30 km.
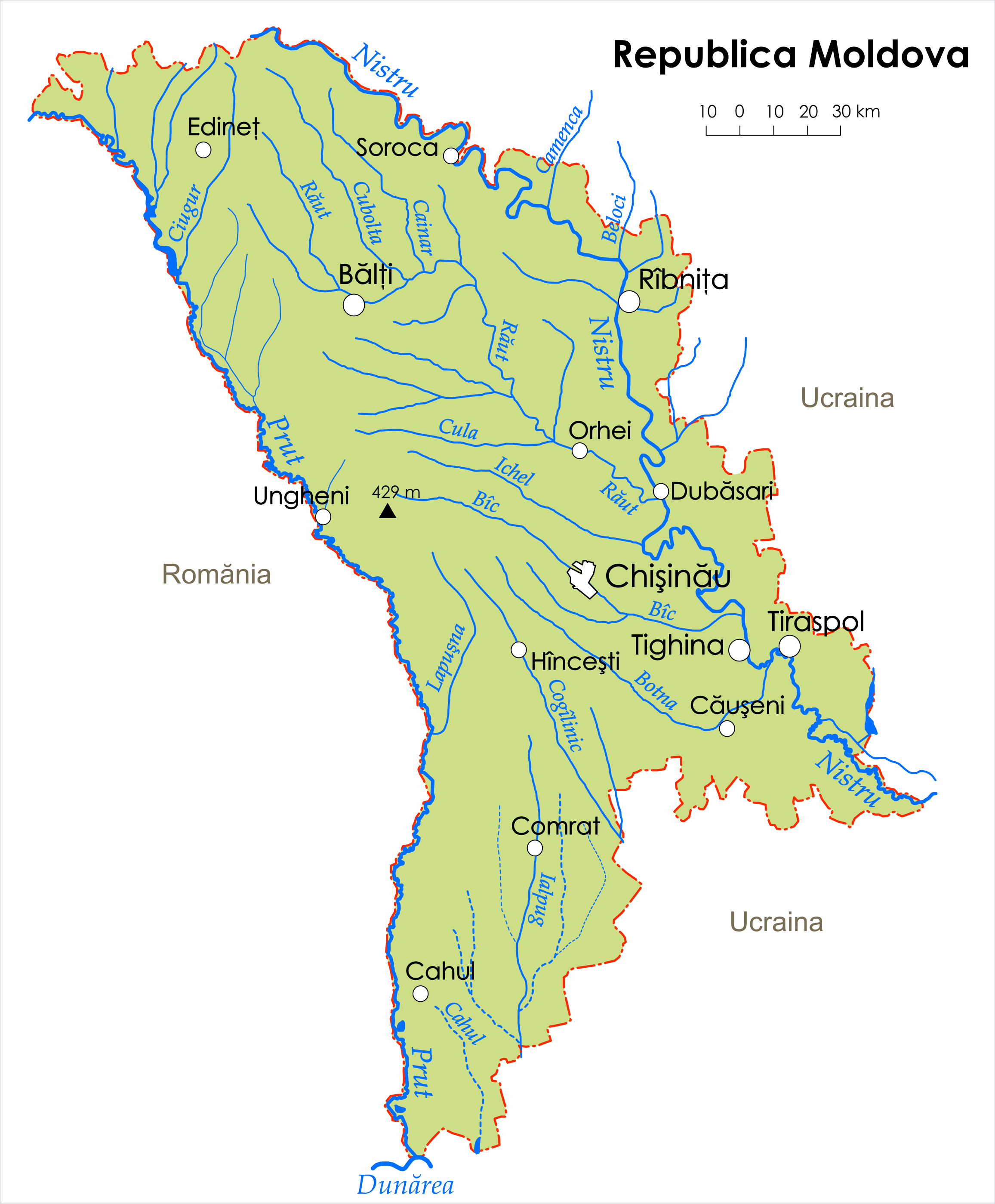
Dealul Bălănești pe harta Republicii Moldova.